# THINK 'BOUT IT!
「THINK 'BOUT IT!」（シンク・バウト・イット）は、THE SECOND from EXILEのデビューシングル。2012年11月7日にrhythm zoneから発売された。

## 概要
THE SECOND from EXILEのデビューシングル。「CD+DVD」、「CDのみ」の2形態で発売。CDには、表題曲を含む全4曲8バージョンを収録。DVDには表題曲のミュージックビデオを収録。ミュージックビデオの監督は久保茂昭。
表題曲のテーマは「5人で踊れる曲」。映画『悪の教典』とBeeTVドラマ『悪の教典 -序章-』の主題歌で、ダブルタイアップとなる。メンバーのNESMITHがパーソナリティを務める、ニッポン放送『EXILE NESMITHのオールナイトニッポン』にて音源が解禁された。2012年10月17日に先行配信された。

## チャート成績
2012年10月18日付でレコチョク(R)ランキング初登場2位を記録した。
2012年11月7付日付のオリコンシングルデイリーランキング初登場1位を記録した、2012年9月19日付のオリコンシングル週間ランキングで、初登場2位を獲得した。

## 収録曲
CD
1. THINK 'BOUT IT! [5:35]
  - 作詞：michico / 作曲：T.Kura, michico / 編曲：T.Kura

心の闇や葛藤に苦しむ姿を表現した曲[13]。
プロデューサーはGIANT SWING[8]
2. CHAOS [3:59]
  - 作詞：SHOKICHI / 作曲：SKY BEATZ, FAST LANE, MATS LIE SKARE, SHOKICHI

曲名は「ケイオス」と読む[8]（歌詞にはカオスとしても出てくる）。
想いは強いが、心の中でふつふつと感じている表現している“静”の曲[13]。
3. ROCK STAR [3:47]
  - 作詞：SHOKICHI / 作曲：Thomas Stengaard, Peter Stengaard, Jeffery David, Bjõrn Olovsson

荒れくれた、武骨な男らしさを表現した“動”の曲[13]。
ROCK STAR = ステージ(人生)上で輝く人々[14]。
4. CLAP YOUR HANDS [4:40]
  - 作詞：DOBERMAN INC, TAKANORI (LL BROTHERS) / 作曲：T.Kura, DOBERMAN INC, LL BROTHERS / 編曲：T.Kura

ラップに挑戦している[15]。
5. THINK 'BOUT IT! (Instrumental)
6. CHAOS (Instrumental)
7. ROCK STAR (Instrumental)
8. CLAP YOUR HANDS (Instrumental)

DVD
1. THINK 'BOUT IT! (Video Clip)

## タイアップ
- 東宝配給映画『悪の教典』主題歌（#1）[8]
- BeeTVドラマ『悪の教典 -序章-』主題歌（#1）[8]
- adidas「adidasenergy 13」CMソング（#3）[16]
- アンファー「スカルプD」CMソング（#4）[17]

## カバー
CLAP YOUR HANDS
- EXILE TRIBE（2014年、アルバム『EXILE TRIBE REVOLUTION』収録）